# Charki (rejon wilejski)
Charki (biał. Харкі; ros. Харки) – wieś na Białorusi, w obwodzie mińskim, w rejonie wilejskim, w sielsowiecie Ilja.

## Historia
W czasach zaborów wieś w gminie Serwecz, w powiecie wilejskim, w guberni wileńskiej Imperium Rosyjskiego. W 1865 roku miała 48 dusz rewizyjnych.
W latach 1921–1945 zaścianek leżał w Polsce, w województwie wileńskim, w powiecie wilejskim, w gminie Olkowicze, od 1926 roku w gminie Dołhinów.
Według Powszechnego Spisu Ludności z 1921 roku zamieszkiwało tu 200 osób, 158 było wyznania rzymskokatolickiego a 42 prawosławnego. Jednocześnie 193 mieszkańców zadeklarowało polską, 7 białoruską przynależność narodową. Były tu 33 budynki mieszkalne. W 1931 w 36 domach zamieszkiwały 202 osoby.
Wierni należeli do parafii rzymskokatolickiej Olkowiczach i prawosławnej w Dołhinowie. Miejscowość podlegała pod Sąd Grodzki w Dołhinowie i Okręgowy w Wilnie; właściwy urząd pocztowy mieścił się w Olkowiczach.
W wyniku napaści ZSRR na Polskę we wrześniu 1939 miejscowość znalazła się pod okupacją sowiecką. 2 listopada została włączona do Białoruskiej SRR. Od czerwca 1941 roku pod okupacją niemiecką. W 1944 miejscowość została ponownie zajęta przez wojska sowieckie i włączona do Białoruskiej SRR.
Od 1991 w składzie niepodległej Białorusi.
Do 2013 roku w składzie sielsowietu Olkowicze.